# Wiktor Szłykow
Wiktor Łeonidowycz Szłykow, ukr. Віктор Леонідович Шликов, ros. Виктор Леонидович Шлыков, Wiktor Leonidowicz Szłykow (ur. 1922, Ukraińska SRR, zm. ??, Ukraina) – ukraiński trener piłkarski.

## Kariera trenerska
W 1959 po zorganizowaniu drużyny piłkarskiej reprezentującej m.Krzywy Róg został zaproszony do sztabu szkoleniowego, gdzie pomagać trenować piłkarzy. Po dymisji Władimira Grinina od października do końca 1960 prowadził zespół z Krzywego Rogu. W następnym roku, kiedy zespół otrzymał nazwę Awanhard Krzywy Róg pracował w klubie jako asystent trenera.